# Košarkaški klub Crvena zvezda 2017-2018
Questa voce raccoglie le informazioni riguardanti il  Košarkaški klub Crvena zvezda nelle competizioni ufficiali della stagione 2017-2018.

## Stagione
La stagione 2017-2018 del Košarkaški klub Crvena zvezda è la 12ª nel massimo campionato serbo di pallacanestro, la Košarkaška liga Srbije.
L'8 febbraio Dylan Ennis ottiene il passaporto serbo.

## Roster
Aggiornato al 5 aprile 2022.
| Crvena zvezda mts 2017-18 | Crvena zvezda mts 2017-18 |
| Giocatori                 | Staff tecnico             |
| ------------------------- | ------------------------- |

| N. | Naz.                                                  | Ruolo | Nome             | Anno | Alt.   | Peso   |  |
| -- | ----------------------------------------------------- | ----- | ---------------- | ---- | ------ | ------ |  |
| 3  | Serbia (bandiera)                                     | P     | Filip Čović      | 1989 | 180 cm | 72 kg  |  |
| 4  | Serbia (bandiera)                                     | AP    | Marko Kešelj     | 1988 | 206 cm | 94 kg  |  |
| 5  | Serbia (bandiera)                                     | P     | Nikola Radičević | 1994 | 197 cm | 91 kg  |  |
| 6  | Serbia (bandiera)                                     | AP    | Nemanja Dangubić | 1993 | 204 cm | 88 kg  |  |
| 7  | Serbia (bandiera)                                     | A     | Dejan Davidovac  | 1995 | 203 cm | 95 kg  |  |
| 10 | Serbia (bandiera)                                     | GA    | Branko Lazić (C) | 1989 | 196 cm | 87 kg  |  |
| 11 | Serbia (bandiera)                                     | AP    | Stefan Lazarević | 1996 | 198 cm | 93 kg  |  |
| 11 | Serbia (bandiera)                                     | A     | Aleksa Radanov   | 1998 | 201 cm | 95 kg  |  |
| 12 | Macedonia del Nord (bandiera)                         | AC    | Pero Antić       | 1982 | 210 cm | 118 kg |  |
| 13 | Serbia (bandiera)                                     | AP    | Ognjen Dobrić    | 1994 | 200 cm | 93 kg  |  |
| 14 | Stati Uniti (bandiera) · Rep. Dominicana (bandiera)   | G     | James Feldeine   | 1988 | 193 cm | 91 kg  |  |
| 15 | Serbia (bandiera)                                     | C     | Dragan Apić      | 1995 | 206 cm | 105 kg |  |
| 16 | Serbia (bandiera) · Canada (bandiera)                 | AC    | Stefan Janković  | 1993 | 211 cm | 107 kg |  |
| 22 | Stati Uniti (bandiera) · Montenegro (bandiera)        | PG    | Taylor Rochestie | 1985 | 188 cm | 88 kg  |  |
| 23 | Bosnia ed Erzegovina (bandiera) · Slovenia (bandiera) | C     | Alen Omić        | 1992 | 216 cm | 111 kg |  |
| 26 | Francia (bandiera)                                    | C     | Mathias Lessort  | 1995 | 206 cm | 112 kg |  |
| 31 | Giamaica (bandiera) · Serbia (bandiera)               | P     | Dylan Ennis      | 1991 | 188 cm | 88 kg  |  |
| 32 | Serbia (bandiera)                                     | AC    | Nikola Jovanović | 1994 | 211 cm | 107 kg |  |
| 51 | Montenegro (bandiera)                                 | AG    | Milko Bjelica    | 1984 | 207 cm | 102 kg |  |

| Allenatore |
| - Dušan Alimpijević (fino al 7 maggio) - Milenko Topić (dal 7 maggio)                                                       |
| Assistente/i |
| - Saša Kosović - Slobodan Ljubotina - Milenko Topić (fino al 7 maggio) Legenda - (C) Capitano - (IN) Inattivo - Infortunato |

## Mercato

### Sessione estiva
| Acquisti | Acquisti          | Acquisti         | Acquisti      | Acquisti |
| R.a      | Nome              | da               | Modalità      |          |
| -------- | ----------------- | ---------------- | ------------- | -------- |
| C        | Mathias Lessort   | Nanterre 92      | definitivo    |          |
| A        | Dejan Davidovac   | FMP Belgrado     | fine prestito |          |
| AC       | Nikola Jovanović  | Westch. Knicks   | definitivo    |          |
| PG       | Taylor Rochestie  | Lokomotiv Kuban' | definitivo    |          |
| AP       | Marko Kešelj      | Ostenda          | definitivo    |          |
| AG       | Pero Antić        | Fenerbahçe       | definitivo    |          |
| G        | James Feldeine    | Panathīnaïkos    | definitivo    |          |
| P        | Nikola Radičević  | Real Betis       | definitivo    |          |
| AC       | Stefan Janković   | Erie BayHawks    | definitivo    |          |
| C        | Dragan Apić       | FMP Belgrado     | fine prestito |          |
| AG       | Marko Tejić       | Mega Belgrado    | fine prestito |          |
| AG       | Marko Radovanović | Borac Čačak      | fine prestito |          |
| AP       | Stefan Lazarević  | FMP Belgrado     | fine prestito |          |

| Cessioni | Cessioni              | Cessioni             | Cessioni         | Cessioni |
| R.       | Nome                  | a                    | Modalità         |          |
| -------- | --------------------- | -------------------- | ---------------- | -------- |
| P        | Stefan Jović          | Bayern Monaco        | rescissione      |          |
| C        | Ognjen Kuzmić         | Real Madrid          | rescissione      |          |
| AP       | Marko Gudurić         | Fenerbahçe           | rescissione      |          |
| AG       | Luka Mitrović         | Bamberger            | rescissione      |          |
| G        | Charles Jenkins       | Chimki               | rescissione      |          |
| P        | Nate Wolters          | Utah Jazz            | fine contratto   |          |
| AG       | Boriša Simanić        | FMP Belgrado         | prestito         |          |
| GA       | Petar Rakićević       | FMP Belgrado         | prestito         |          |
| AP       | Marko Simonović       | Zenit S. Pietroburgo | rescissione      |          |
| AG       | Deon Thompson         | S.P. Burgos          | fine contratto   |          |
| AG       | Marko Radovanović     | FMP Belgrado         | prestito         |          |
| G        | Aleksandar Aranitović | Partizan             | fine contratto   |          |
| AG       | Marko Tejić           | Aries Trikala        | fine contratto   |          |
| A        | Aleksa Radanov        | FMP Belgrado         | rinnovo prestito |          |

### Dopo l'inizio della stagione
| Acquisti | Acquisti        | Acquisti       | Acquisti        | Acquisti      |
| R.       | Nome            | da             | Data            | Modalità      |
| -------- | --------------- | -------------- | --------------- | ------------- |
| GA       | Petar Rakićević | FMP Belgrado   | novembre 2017   | fine prestito |
| P        | Dylan Ennis     | Mega Belgrado  | 9 dicembre 2017 | definitivo    |
| C        | Alen Omić       | H. Gerusalemme | 20 gennaio 2018 | definitivo    |
| P        | Filip Čović     | FMP Belgrado   | 16 aprile 2018  | definitivo    |
| A        | Aleksa Radanov  | FMP Belgrado   | 16 aprile 2018  | fine prestito |

| Cessioni | Cessioni         | Cessioni         | Cessioni         | Cessioni    |
| R.       | Nome             | a                | Data             | Modalità    |
| -------- | ---------------- | ---------------- | ---------------- | ----------- |
| GA       | Petar Rakićević  | Dynamic Belgrado | 15 novembre 2017 | prestito    |
| C        | Dragan Apić      | FMP Belgrado     | 14 dicembre 2017 | prestito    |
| AP       | Stefan Lazarević | FMP Belgrado     | 14 dicembre 2017 | prestito    |
| P        | Nikola Radičević | Gran Canaria     | 22 gennaio 2018  | rescissione |
| P        | Dylan Ennis      | Saragozza        | 16 aprile 2018   | rescissione |
| AG       | Milko Bjelica    | Saragozza        | 17 aprile 2018   | rescissione |